# بلورد
بَلوَرد( انگلیسی: Balvard) شهری در بخش بلورد شهرستان سیرجان در استان کرمان ایران است. بلورد در مسیر جادهٔ سیرجان به بافت قرار دارد.

## پیشینه
تاریخچه پیدایش بلورد که اعیان‌نشین سعیدآباد (شهر قدیم سیرجان بوده) به زمان ساسانیان برمی‌گردد. برخی مورخان از بلورد به عنوان منطقه‌ای خوش آب و هوا که شاهزادگان ساسانی برای اسکان از آن استفاده می‌کردند یاد می‌کنند. گفته شده گروهی از ساسانیان پس از درگیری‌های داخلی از سمت شیراز و فارس به سیرجان آمدند و بلورد که در آن زمان «باغ گل» نام داشت پذیرای سکونت آنها شد. در آن زمان به دلیل وجود گل‌های فراوان طبیعی این منطقه به باغ گل و در برخی نوشته‌ها به «دوگل» معروف بوده است. اما پس از ساسانیان و حمله اعراب که به تدریج همه جا را فتح کردند به دلیل اینکه حرف «گ» در الفبای عربی نیست باغ گل به بل ورد تغییر نام یافت. (بل یعنی باغ و ورد هم یعنی گل) شغل مردم منطقه در آن زمان غالباً کشاورزی و برخی نیز به دامپروری و شکار می‌پرداختند و علاقه زیادی نیز به تیراندازی و سوارکاری داشته‌اند. وجود عشایر مبارز و سوارکار نظیر تیره‌های مختلف از اطراف و روستاهای مجاور، انگیزه پرورش اسب، سوارکاری و تیراندازی را در مردم آن زمان افزایش داده بود بگونه‌ای که برخی طوایف برای تهیه اسب‌های خوب به این محل مراجعه می‌کردند. شرایط آب و هوایی  که کمتر جایی در استان کرمان اینگونه آب و هوای مطلوبی دارد برای آمد و شد اعیان طوایف و حتی شهرنشین‌ها ویژگی خاصی به بلورد بخشیده است بگونه‌ای که  ایل بچاقچی پس از جابجایی از آذربایجان به استان کرمان، مناطق اطراف بلورد و چهارگنبد را برای سکنای خود برمی‌گزینند. بلورد از زمان اسکان فرماندهان عشایر بچاقچی بیشتر بر سر زبان‌ها افتاد و حتی پس از انتصاب رستم‌خان سعدلو از بلورد به حاکمیت کرمان بیشتر مورد توجه قرار گرفت. درگیری عشایر بچاقچی با طوایف دیگر بر سر حاکمیت سیرجان و کرمان و نیز نبرد با انگلیسی‌ها و انتقال اسرای رها شده آلمانی به این منطقه، از بلورد به عنوان یک دژ مستحکم برای ایل بچاقچی ساخته بود. احداث چهار برج مدور با ارتفاع بلند در اطراف قلعه قدیمی بلوردکه به منظور دیده‌بانی و نگهبانی از مقر فرماندهان ایل از جمله حسین‌خان  ساخته شده به بلورد نمای زیبایی بخشیده بود. از احداثات بعدی بود. برج‌های مرتفعی که اگرچه به مرور زمان تخریب شدند اما هنوز آثار آنها برجاست. علاوه بر آن خانه شجاع‌السلطان و شکوه سلطان از فرمانداران ایل بچاقچی با درختان سرو و صنوبر بلند قامت‌شان باقی است. بلورد پس از گذشت سالیان سال اما اکنون به یکی از مراکز تفریحی شهرستان سیرجان بدل شده به گونه‌ای که باغ سنگی پس از ثبت در آثار ملی ایران مورد توجه جهانگردان قرار گرفته است.

## جمعیت
بر پایهٔ سرشماری عمومی نفوس و مسکن در سال ۱۳۹۵(اکتبر ۲۰۱۶)جمعیت این مکان ۳٬۵۳۴ نفر (۱٬۱۰۹ خانوار) است.

### • رشد جمعیت
| سال   | جمعیت | تغییرات% |
| ۱۳۳۲☆ | ۱۸۰   | -        |
| ۱۳۸۵  | ۳٫۱۷۳ | بی‌تغییر  |
| ۱۳۹۰  | ۳٫۴۸۸ | ۹/۹٪     |
| ۱۳۹۵  | ۳٫۵۳۴ | ۱/۳٪     |
| ۱۴۰۵  | -     | -        |
| ----- | ----- | -------- |

☆برگرفته از کتاب فرهنگ جغرافیایی ایران (جلد هشتم)

### •هرم جمعیتی
| مردان | سن    | زنان |
| ----- | ----- | ---- |
| ۱۰۴   | ۶۵<   | ۱۱۱  |
| ۴۷    | ۶۰−۶۴ | ۵۳   |
| ۶۲    | ۵۵−۵۹ | ۷۶   |
| ۷۳    | ۵۰−۵۴ | ۹۳   |
| ۶۹    | ۴۵−۴۹ | ۷۸   |
| ۹۲    | ۴۰−۴۴ | ۱۰۸  |
| ۱۵۰   | ۳۵−۳۹ | ۱۳۲  |
| ۱۸۵   | ۳۰−۳۴ | ۱۸۷  |
| ۲۰۵   | ۲۵−۲۹ | ۱۸۱  |
| ۱۵۹   | ۲۰−۲۴ | ۱۷۰  |
| ۱۴۴   | ۱۵−۱۹ | ۱۲۳  |
| ۱۴۰   | ۱۰−۱۴ | ۱۲۸  |
| ۱۶۲   | ۵−۹   | ۱۳۲  |
| ۱۸۲   | ۰−۴   | ۱۸۸  |

## موقعیت جغرافیایی

### جغرافیا طبیعی
این شهر در شرق شهرستان سیرجان و در محور ارتباطی سیرجان به بافت  جاده ۸۸ قرار گرفته است.
با ارتفاع حدودا ۲ کیلومتر از سطح دریا و قرار‌گیری در مجاور ارتفاعات کوهستانی آب و هوای خنک و خاک حاصلخیزی دارد.با این وجودچندین سال است به دلیل کاهش نزولات جوی دچار کم آبی و کم آب شدن قنوات در این منطقه شده است.از قنات های مهم در این منطقه(حیدرآباد،خرمه،زین آباد،گوغین،یحیی آباد،نصرآباد،اکبرآباد،بناآباد)

### فاصله تا شهرهای دیگر
| شهر مقصد | فاصله (کیلومتر) | شهر مقصد | فاصله (کیلومتر) |
| سیرجان   | ۴۱ کیلومتر      | بندرعباس | ۳۴۱ کیلومتر     |
| کرمان    | ۲۲۲ کیلومتر     | بافت     | ۶۵ کیلومتر      |
| تهران    | ۱۰۱۹ کیلومتر    | رفسنجان  | ۱۹۱ کیلومتر     |
| مشهد     | ۱۱۲۶ کیلومتر    | جیرفت    | ۲۳۷کیلومتر      |
| اصفهان   | ۶۶۷ کیلومتر     | زیدآباد  | ۶۴ کیلومتر      |
| تبریز    | ۱۶۰۴ کیلومتر    | پاریز    | ۶۵ کیلومتر      |
| شیراز    | ۴۱۸ کیلومتر     | نجف شهر  | ۳۱کیلومتر       |

### موقعیت گرینویچ
ساعت: ۱۶:۲۰
```
این شهر در +3:30 قرار دارد.
```

## جاذبه‌های گردشگری

### جاذبه های طبیعی

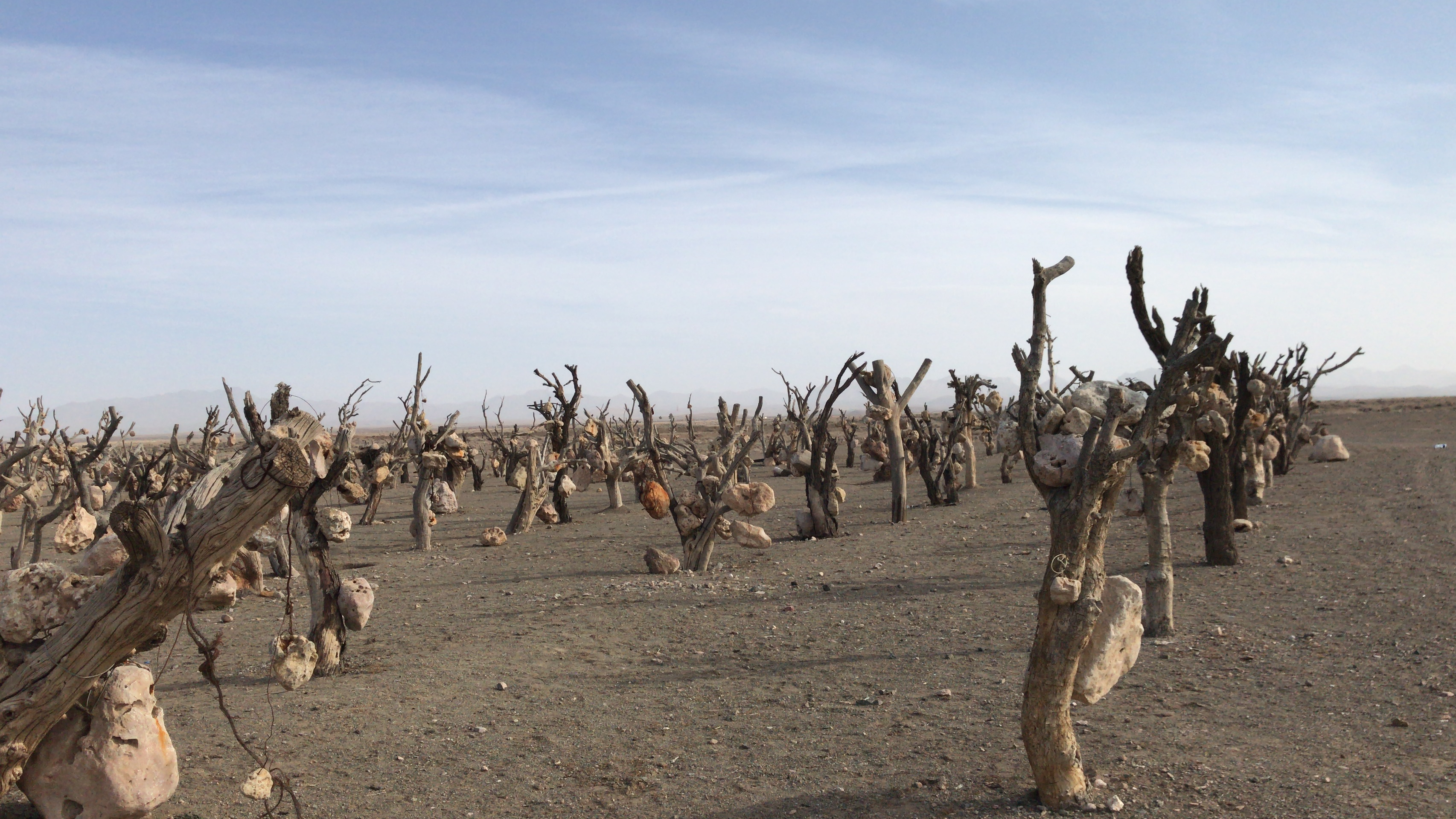
باغ سنگی

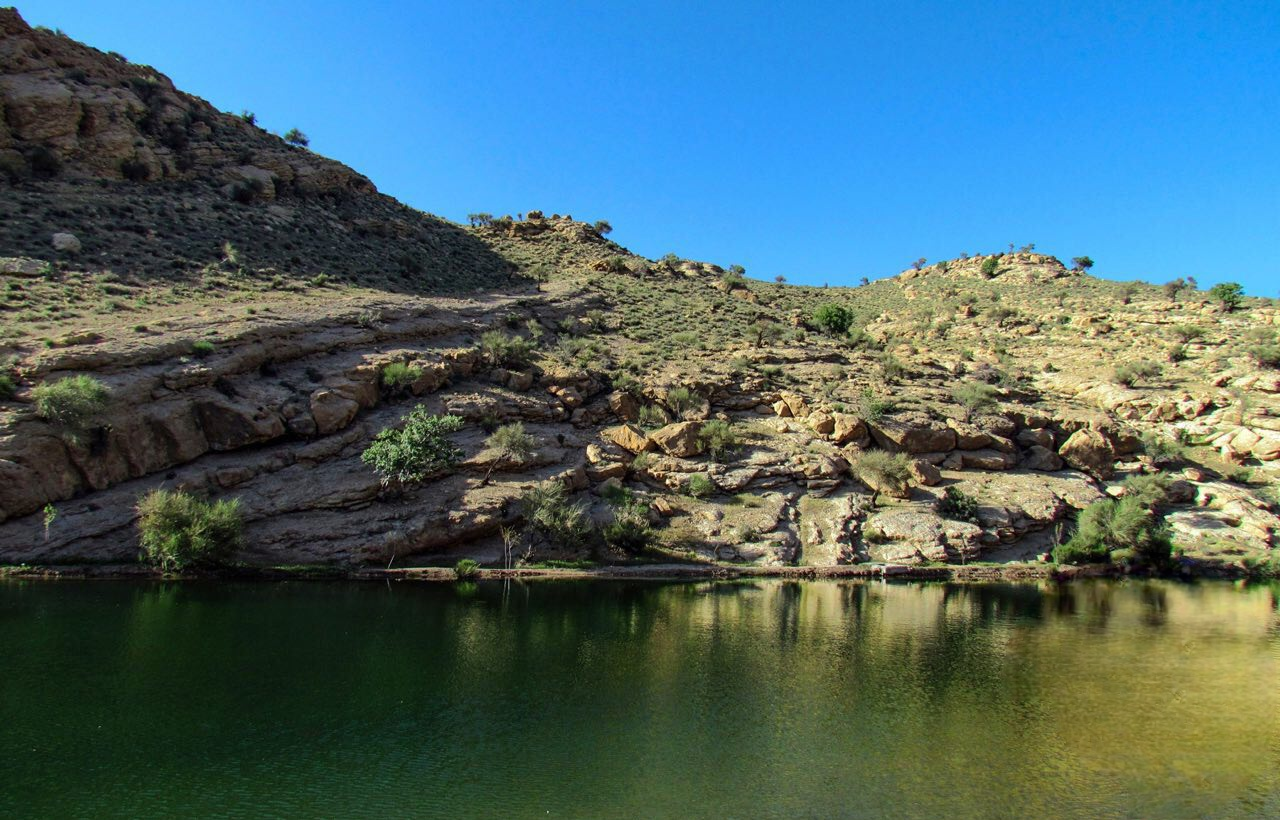
طبیعت دره گرا

- باغ سنگی
- چشمه آب معدنی گلی آونگ
- کوه میخ سپید
- زنجیر آویز
- منطقه چهار‌گنبد
- باغ نو
- دره‌ گرا طبیعت دره گرا
- گوغین

### جاذبه های فرهنگی
- خانه حسین خان بچاقچی

## فضای سبز شهری

### پارک ها
- پارک طبیعت
- پارک مرکزی [درحال احداث]
- پارک اکبرآباد

## اقتصاد

### صنعت
- ناحیه صنعتی بلورد

```
ناحیه صنعتی بلورد با مساحت ۴۹ هکتار در این منطقه قرار دارد.
```

- معادن

معدن مس تخت گنبد